# Tyrone Carter

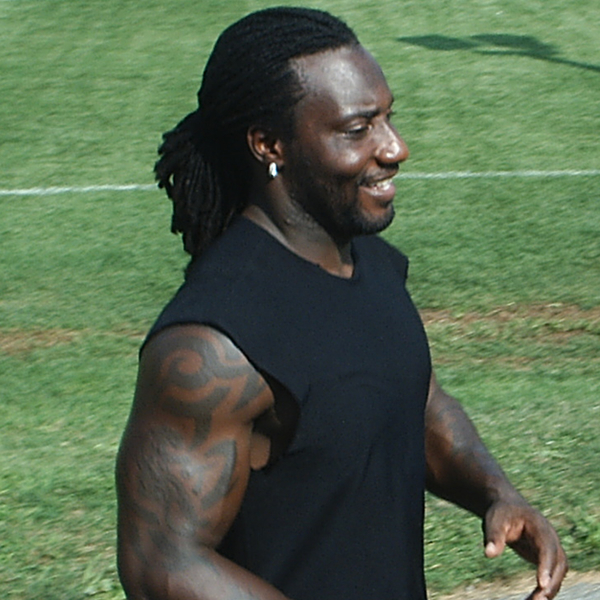
Tyrone Carter no campo de treinamento dos Steelers em 2007

Tyrone Carter é um jogador profissional de futebol americano estadunidense que foi campeão da temporada de 2008 da National Football League jogando pelo Pittsburgh Steelers.